# Валтер Мьорс
Валтер Мьорс (на немски: Walter Moers) е германски писател и автор на комикси.

## Биография
Роден е на 24 май 1957 година в Мьонхенгладбах. След като завършва училище работи на случайни места и се учи сам да рисува. От 1984 година започва да публикува комикси, главно в сатиричното списание „Титаник“. Те му носят популярност и започват да излизат и като самостоятелни издания, а част от тях са филмирани. От края на 90-те години започва да пише романи, които сам илюстрира, като най-известна е фентъзи поредицата му за измисления свят Замония.

## Избрана библиография
- „Die 13½ Leben des Käpt’n Blaubär“ (1999)
- „Ensel und Krete“ (2000)
- „Wilde Reise durch die Nacht“ (2001)
- „Rumo & Die Wunder im Dunkeln“ (2003)
  - „Румо & Чудесата в тъмното“ (2015, ISBN 978-954-92966-8-6)
- „Die Stadt der Träumenden Bücher“ (2004)
  - „Градът на сънуващите книги“ (2015, ISBN 978-954-92966-3-1)
- „Der Schrecksenmeister“ (2007)
- „Das Labyrinth der Träumenden Bücher“ (2011)